# Discografia de AC/DC
Esta é a discografia da banda de hard rock australiana AC/DC, formada em Sydney, Austrália no ano de 1973.
Desde 1975 já lançaram 17 álbuns de estúdio, fora 2 lançados apenas em versão australiana, 2 álbuns de trilhas sonoras, 3 álbuns ao vivo, 11 álbuns de vídeo e 2 box set's Eles possuem o segundo álbum mais vendido da história da música, Back in Black, com 50 milhões de vendas, atrás apenas de "Thriller" de Michael Jackson com mais de 110 milhões de cópias vendidas.

## Álbuns de estúdio
| Ano                                                                                    | Detalhes do álbum                                                                  | Melhores posições na parada | Melhores posições na parada | Melhores posições na parada | Melhores posições na parada | Melhores posições na parada | Melhores posições na parada | Melhores posições na parada | Melhores posições na parada | Melhores posições na parada | Melhores posições na parada              | Certificações                                               |
| Ano                                                                                    | Detalhes do álbum                                                                  | AUS                         | AUT                         | CAN                         | FRA                         | NOR                         | NZ                          | SWE                         | SWI                         | UK                          | EUA                                      | EUA / CAN RU / Aus                                          |
| -------------------------------------------------------------------------------------- | ---------------------------------------------------------------------------------- | --------------------------- | --------------------------- | --------------------------- | --------------------------- | --------------------------- | --------------------------- | --------------------------- | --------------------------- | --------------------------- | ---------------------------------------- | ----------------------------------------------------------- |
| 1975                                                                                   | High (Aus.) - Lançado: 17 de fevereiro de 1975 - Selo: Albert Productions          | 7                           | —                           | —                           | —                           | —                           | —                           | —                           | —                           | —                           | —                                        | AUS: 5× Platina                                             |
| T.N.T. (Aus.) - Lançado: 1 de dezembro de 1975 - Selo: Albert Productions              | 2                                                                                  | —                           | —                           | —                           | —                           | 35                          | —                           | —                           | —                           | —                           | AUS: 9× Platina                          |                                                             |
| 1976                                                                                   | High Voltage (Int.) - Lançado: 14 de maio de 1976 - Selo: Atlantic Records         | 31                          | —                           | —                           | 7                           | —                           | —                           | 58                          | 67                          | —                           | 146                                      | EUA: 3× Platina RU: Ouro                                    |
| Dirty Deeds Done Dirt Cheap - Lançado: 17 de dezembro de 1976 - Selo: Atlantic Records | 4                                                                                  | —                           | —                           | 15                          | —                           | 20                          | 50                          | —                           | —                           | 3                           | AUS: 6× Platina RU: Ouro EUA: 6× Platina |                                                             |
| 1977                                                                                   | Let There Be Rock - Lançado: 23 de junho de 1977 - Selo: Atlantic Records          | 19                          | —                           | —                           | 9                           | 37                          | 42                          | 29                          | —                           | 17                          | 154                                      | AUS: 5× Platina RU: Ouro EUA: 2× Platina                    |
| 1978                                                                                   | Powerage - Lançado: 28 de abril de 1978 - Selo: Atlantic Records                   | 22                          | —                           | —                           | 10                          | —                           | —                           | 19                          | —                           | 23                          | 133                                      | AUS: 3× Platina RU: Ouro EUA: Platina                       |
| 1979                                                                                   | Highway to Hell - Lançado: 27 de julho de 1979 - Selo: Atlantic Records            | 13                          | 38                          | 40                          | 2                           | 37                          | 46                          | 24                          | 57                          | 8                           | 17                                       | AUS: 5× Platina CAN: 2× Platina RU: Platina EUA: 7× Platina |
| 1980                                                                                   | Back in Black - Lançado: 25 de julho de 1980 - Selo: Atlantic Records              | 1                           | 6                           | 1                           | 1                           | 8                           | 24                          | 12                          | 36                          | 1                           | 4                                        | AUS: 12× Platina CAN: Diamante RU: Platina EUA: 22× Platina |
| 1981                                                                                   | For Those About to Rock - Lançado: 23 de novembro de 1981 - Selo: Atlantic Records | 3                           | 7                           | 4                           | 1                           | 6                           | 6                           | 9                           | —                           | 3                           | 1                                        | AUS: 5× Platina RU: Ouro EUA: 4× Platina                    |
| 1983                                                                                   | Flick of the Switch - Lançado: 15 de agosto de 1983 - Selo: Atlantic Records       | 3                           | 9                           | 12                          | 5                           | 4                           | 8                           | 8                           | 28                          | 4                           | 15                                       | AUS: 3× Platina RU: Ouro EUA: Platina                       |
| 1985                                                                                   | Fly on the Wall - Lançado: 28 de junho de 1985 - Selo: Atlantic Records            | 4                           | 24                          | 30                          | 19                          | 17                          | 22                          | 10                          | 19                          | 7                           | 32                                       | AUS: 3× Platina RU: Prata EUA: Platina                      |
| 1988                                                                                   | Blow Up Your Video - Lançado: 1 de fevereiro de 1988 - Selo: Epic Records          | 2                           | 15                          | 14                          | 21                          | 3                           | 3                           | 4                           | 4                           | 2                           | 12                                       | AUS: 3× Platina RU: Ouro EUA: Platina                       |
| 1990                                                                                   | The Razors Edge - Lançado: 24 de setembro de 1990 - Selo: Atlantic Records         | 3                           | 11                          | 1                           | 5                           | 2                           | 2                           | 5                           | 2                           | 4                           | 2                                        | AUS: 5× Platina CAN: 5× Platina RU: Ouro EUA: 5× Platina    |
| 1995                                                                                   | Ballbreaker - Lançado: 22 de setembro de 1995 - Selo: Elektra Records              | 1                           | 2                           | 4                           | 2                           | 4                           | 2                           | 1                           | 1                           | 6                           | 4                                        | AUS: 3× Platina RU: Ouro EUA: 2× Platina                    |
| 2000                                                                                   | Stiff Upper Lip - Lançado: 25 de fevereiro de 2000 - Selo: Elektra Entertainment   | 3                           | 1                           | 5                           | 2                           | 6                           | 12                          | 1                           | 2                           | 12                          | 7                                        | AUS: 3× Platina CAN: Platina RU: Prata EUA: Platina         |
| 2008                                                                                   | Black Ice - Lançado: 20 de outubro de 2008 - Selo: Columbia Records                | 1                           | 1                           | 1                           | 1                           | 1                           | 1                           | 1                           | 1                           | 1                           | 1                                        | AUS: 5× Platina CAN: 5× Platina RU: Ouro EUA: 2× Platina    |
| 2014                                                                                   | Rock or Bust - Lançado: 28 de novembro - Selo: Columbia Records                    | 1                           | 1                           | 1                           | 1                           | 1                           | 2                           | 1                           | 1                           | 3                           | 3                                        | AUS: Platina CAN: Platina RU: Ouro EUA: Ouro                |
| 2020                                                                                   | Power Up - Lançado: 13 de Novembro de 2020 - Selo: Columbia Records                |                             |                             |                             |                             |                             |                             |                             |                             |                             |                                          |                                                             |

### EPs
| Ano  | Detalhes do álbum                                                   | Melhores posições na parada | Melhores posições na parada | Certificações |
| Ano  | Detalhes do álbum                                                   | FRA                         | EUA                         | Certificações |
| ---- | ------------------------------------------------------------------- | --------------------------- | --------------------------- | ------------- |
| 1984 | '74 Jailbreak - Lançado: 15 de outubro de 1984 - Selo: ATCO Records | 24                          | 76                          | EUA: Platina  |

### Trilhas sonoras
| Ano  | Detalhes do álbum                                                   | Melhores posições na parada | Melhores posições na parada | Melhores posições na parada | Melhores posições na parada | Melhores posições na parada | Melhores posições na parada | Melhores posições na parada | Melhores posições na parada | Melhores posições na parada | Melhores posições na parada | Melhores posições na parada | Certificações                             |
| Ano  | Detalhes do álbum                                                   | AUS                         | AUT                         | CAN                         | FRA                         | GER                         | NOR                         | NZ                          | SWE                         | SWI                         | UK                          | US                          | Certificações                             |
| ---- | ------------------------------------------------------------------- | --------------------------- | --------------------------- | --------------------------- | --------------------------- | --------------------------- | --------------------------- | --------------------------- | --------------------------- | --------------------------- | --------------------------- | --------------------------- | ----------------------------------------- |
| 1986 | Who Made Who - Lançado: 24 de maio de 1986 - Selo: Atlantic Records | 4                           | 28                          | 12                          | 30                          | —                           | —                           | 24                          | 21                          | 21                          | 11                          | 33                          | AUS: 5× Platina RU: Prata EUA: 5× Platina |
| 2010 | Iron Man 2 - Lançado: 19 de abril - Selo: Columbia                  | 2                           | 1                           | 1                           | —                           | 1                           | 1                           | 1                           | 1                           | 1                           | 1                           | 4                           | AUS: Platina RU: Platina EUA: Ouro        |

## Álbuns ao vivo
| Ano                                                                                        | detalhes do álbum                                                                          | Melhores posições na parada | Melhores posições na parada | Melhores posições na parada | Melhores posições na parada | Melhores posições na parada | Melhores posições na parada | Melhores posições na parada | Melhores posições na parada | Melhores posições na parada | Melhores posições na parada | Certificações                            |
| Ano                                                                                        | detalhes do álbum                                                                          | AUS                         | AUT                         | FRA                         | ALE                         | NOR                         | NZ                          | SUE                         | SUI                         | RU                          | EUA                         | EUA/CAN/RU                               |
| ------------------------------------------------------------------------------------------ | ------------------------------------------------------------------------------------------ | --------------------------- | --------------------------- | --------------------------- | --------------------------- | --------------------------- | --------------------------- | --------------------------- | --------------------------- | --------------------------- | --------------------------- | ---------------------------------------- |
| 1978                                                                                       | If You Want Blood You've Got It - Lançado: 13 de outubro de 1978 - Selo: Atlantic Records  | 37                          | —                           | 10                          | —                           | —                           | —                           | —                           | —                           | 13                          | 113                         | EUA - Platina RU - Ouro                  |
| 1992                                                                                       | AC/DC Live - Lançado: 23 de outubro de 1992 - Selo: Atco Records                           | 1                           | 21                          | 1                           | 15                          | 10                          | 3                           | 25                          | 10                          | 5                           | 15                          | EUA - 3× Platina CAN - Platina RU - Ouro |
| AC/DC Live: 2 CD Collector's Edition - Lançado: 23 de outubro de 1992 - Selo: Atco Records | 44                                                                                         | 7                           | 155                         | 5                           | —                           | —                           | 9                           | 5                           | —                           | 34                          | EUA - 2× Platina            |                                          |
| 1997                                                                                       | Live from the Atlantic Studios - Lançado: 14 de novembro de 1997 - Selo: East West Records | —                           | —                           | —                           | —                           | —                           | —                           | —                           | —                           | —                           | —                           |                                          |
| Let There Be Rock: The Movie - Lançado: 14 de novembro de 1997 - Selo: East West Records   | —                                                                                          | —                           | —                           | —                           | —                           | —                           | —                           | —                           | —                           | —                           |                             |                                          |
| 2012                                                                                       | Live at River Plate - Lançado:20 de novembro de 2012 - Selo: Columbia                      | 11                          | 3                           | 13                          | 57                          | 6                           | 23                          | 13                          | 4                           | 14                          | 66                          | RU - Ouro                                |

## Singles
| Ano  | Single                                          | Melhores posições na parada | Melhores posições na parada | Melhores posições na parada | Melhores posições na parada | Melhores posições na parada | Melhores posições na parada | Melhores posições na parada | Melhores posições na parada | Melhores posições na parada | Melhores posições na parada | Melhores posições na parada | Melhores posições na parada | Álbum                          |
| Ano  | Single                                          | AUS                         | AUT                         | CAN                         | ALE                         | PB                          | NOR                         | NZ                          | SUE                         | SUI                         | RU                          | EUA Hot 100                 | EUA Rock                    | Álbum                          |
| ---- | ----------------------------------------------- | --------------------------- | --------------------------- | --------------------------- | --------------------------- | --------------------------- | --------------------------- | --------------------------- | --------------------------- | --------------------------- | --------------------------- | --------------------------- | --------------------------- | ------------------------------ |
| 1974 | "Can I Sit Next to You Girl"                    | —                           |                             |                             |                             |                             |                             | —                           |                             |                             |                             |                             |                             | Nenhum álbum                   |
| 1975 | "Baby, Please Don't Go"                         | 10                          |                             |                             |                             |                             |                             | —                           |                             |                             |                             |                             |                             | High Voltage                   |
| 1975 | "High Voltage"[A]                               | 6                           |                             |                             |                             |                             |                             | —                           |                             |                             |                             |                             |                             | T.N.T.                         |
| 1976 | "High Voltage"                                  |                             | —                           | —                           | —                           | —                           | —                           |                             | —                           | —                           | —                           | —                           | —                           | High Voltage                   |
| 1976 | "T.N.T."                                        | 11                          |                             |                             |                             |                             |                             | —                           |                             |                             |                             |                             |                             | T.N.T.                         |
| 1976 | "It's a Long Way to the Top"                    | 5                           | —                           | —                           | —                           | —                           | —                           | —                           | —                           | —                           | —                           | —                           | —                           | T.N.T.                         |
| 1976 | "Jailbreak"                                     | 5                           | —                           | —                           | —                           | —                           | —                           | —                           | —                           | —                           | —                           | —                           | —                           | Dirty Deeds Done Dirt Cheap    |
| 1976 | "Dirty Deeds Done Dirt Cheap"                   | 21                          | —                           | —                           | —                           | —                           | —                           | —                           | —                           | —                           | —                           | —                           | —                           | Dirty Deeds Done Dirt Cheap    |
| 1977 | "Dog Eat Dog"                                   | —                           |                             |                             |                             |                             |                             | —                           |                             |                             |                             |                             |                             | Let There Be Rock              |
| 1977 | "Love at First Feel"                            | 31                          |                             |                             |                             |                             |                             | —                           |                             |                             |                             |                             |                             | Dirty Deeds Done Dirt Cheap    |
| 1977 | "Let There Be Rock"                             | —                           | —                           | —                           | —                           | —                           | —                           | —                           | —                           | —                           | —                           | —                           | —                           | Let There Be Rock              |
| 1978 | "Rock 'n' Roll Damnation"                       | —                           | —                           | —                           | —                           | 26                          | —                           | —                           | —                           | —                           | 24                          | —                           | —                           | Powerage                       |
| 1978 | "Whole Lotta Rosie" (ao vivo)                   | —                           | —                           | —                           | —                           | 3                           | —                           | —                           | —                           | —                           | —                           | —                           | —                           | If You Want Blood              |
| 1979 | "Girls Got Rhythm"                              | —                           | —                           | —                           | —                           | —                           | —                           | —                           | —                           | —                           | —                           | —                           | —                           | Highway to Hell                |
| 1979 | "Highway to Hell"                               | 24                          | —                           | —                           | 30                          | 27                          | —                           | —                           | 36                          | —                           | 56                          | 47                          | —                           | Highway to Hell                |
| 1980 | "Touch Too Much"                                | —                           | —                           | —                           | 13                          | —                           | —                           | —                           | —                           | —                           | 29                          | 106                         | —                           | Highway to Hell                |
| 1980 | "Whole Lotta Rosie" (ao vivo) (reissue)         | —                           | —                           | —                           | —                           | —                           | —                           | —                           | —                           | —                           | 36                          | —                           | —                           |                                |
| 1980 | "Dirty Deeds Done Dirt Cheap" (reissue)         | —                           | —                           | —                           | —                           | —                           | —                           | —                           | —                           | —                           | 47                          | —                           | —                           |                                |
| 1980 | "High Voltage" (reissue)                        | —                           | —                           | —                           | —                           | —                           | —                           | —                           | —                           | —                           | 48                          | —                           | —                           |                                |
| 1980 | "It's a Long Way to the Top" (reissue)          | —                           | —                           | —                           | —                           | —                           | —                           | —                           | —                           | —                           | 55                          | —                           | —                           |                                |
| 1980 | "You Shook Me All Night Long"                   | 8                           | —                           | —                           | 29                          | —                           | —                           | —                           | —                           | —                           | 38                          | 35                          | —                           | Back in Black                  |
| 1980 | "Hells Bells"                                   | —                           | —                           | —                           | 25                          | —                           | —                           | —                           | —                           | —                           |                             | —                           | 50                          | Back in Black                  |
| 1981 | "Back in Black"                                 | —                           | —                           | —                           | —                           | —                           | —                           | —                           | —                           | —                           |                             | 37                          | 51                          | Back in Black                  |
| 1981 | "Big Balls"                                     |                             |                             |                             |                             |                             |                             |                             |                             |                             |                             | —                           | 26                          | Dirty Deeds Done Dirt Cheap    |
| 1981 | "Rock and Roll Ain't Noise Pollution"           | 7                           | —                           | —                           | —                           | —                           | —                           | —                           | —                           | —                           | 15                          | —                           | —                           | Back in Black                  |
| 1982 | "Let's Get It Up"                               | —                           | —                           | 9                           | 33                          | —                           | —                           | —                           | 18                          | —                           | 13                          | 44                          | 9                           | For Those About to Rock        |
| 1982 | "For Those About to Rock"                       | —                           | —                           | —                           | —                           | —                           | —                           | —                           | —                           | —                           | 15                          | —                           | 4                           | For Those About to Rock        |
| 1982 | "Put the Finger on You"                         | —                           | —                           | —                           | —                           | —                           | —                           | —                           | —                           | —                           |                             | —                           | 38                          | For Those About to Rock        |
| 1983 | "Guns for Hire"                                 | —                           | —                           | —                           | —                           | —                           | —                           | —                           | —                           | —                           | 37                          | 84                          | 37                          | Flick of the Switch            |
| 1983 | "Nervous Shakedown"                             | —                           | —                           | —                           | —                           | —                           | —                           | —                           | —                           | —                           | 35                          | —                           | —                           | Flick of the Switch            |
| 1983 | "Flick of the Switch"                           | —                           | —                           | —                           | —                           | —                           | —                           | —                           | —                           | —                           |                             | —                           | 26                          | Flick of the Switch            |
| 1985 | "Danger"                                        | —                           | —                           | —                           | —                           | —                           | —                           | —                           | —                           | 48                          | —                           | —                           | —                           | Fly on the Wall                |
| 1985 | "Sink the Pink"                                 | —                           | —                           | —                           | —                           | —                           | —                           | —                           | —                           | —                           |                             | —                           | —                           | Fly on the Wall                |
| 1986 | "Shake Your Foundations"                        | —                           | —                           | —                           | —                           | —                           | —                           | —                           | —                           | —                           | 24                          | —                           | —                           | Fly on the Wall                |
| 1986 | "Who Made Who" (mix)                            | —                           | —                           | —                           | —                           | —                           | 7                           | —                           | —                           | —                           | 16                          | —                           | 23                          | Who Made Who                   |
| 1986 | "You Shook Me All Night Long"                   | —                           | —                           | —                           | —                           | —                           | —                           | —                           | —                           | —                           | 46                          | —                           | —                           | Who Made Who                   |
| 1988 | "Heatseeker"                                    | 5                           | —                           | 79                          | 26                          | —                           | —                           | —                           | 7                           | 15                          | 12                          | —                           | 20                          | Blow Up Your Video             |
| 1988 | "That's The Way I Wanna Rock 'n' Roll"          | —                           | —                           | —                           | —                           | —                           | —                           | —                           | —                           | —                           | 22                          | —                           | 28                          | Blow Up Your Video             |
| 1990 | "Thunderstruck"                                 | 4                           | —                           | 20                          | 21                          | 6                           | 2                           | —                           | —                           | 16                          | 13                          | —                           | 5                           | The Razors Edge                |
| 1990 | "Moneytalks"                                    | 21                          | —                           | 12                          | —                           | 28                          | —                           | —                           | —                           | —                           | 36                          | 23                          | 3                           | The Razors Edge                |
| 1991 | "Are You Ready"                                 | 18                          | —                           | —                           | 38                          | —                           | —                           | —                           | —                           | —                           | 34                          | —                           | 16                          | The Razors Edge                |
| 1992 | "Highway To Hell" (ao vivo)                     | —                           | —                           | —                           | —                           | —                           | —                           | —                           | —                           | 37                          | 14                          | —                           | 29                          | Live                           |
| 1992 | "Bonny" (ao vivo) – "Highway To Hell" (ao vivo) | 29                          | —                           | —                           | —                           | —                           | —                           | —                           | —                           | —                           | —                           | —                           | —                           | Live                           |
| 1993 | "Dirty Deeds Done Dirt Cheap" (ao vivo)         | —                           | —                           | —                           | —                           | —                           | —                           | —                           | —                           | —                           | 68                          | —                           | —                           | Live                           |
| 1993 | "Big Gun"                                       | 19                          | 23                          | 66                          | 20                          | 19                          | 8                           | —                           | 11                          | 5                           | 23                          | 65                          | 1                           | Last Action Hero trilha-sonora |
| 1996 | "Hard as a Rock"                                | 14                          | —                           | 27                          | 25                          | —                           | 4                           | 16                          | 19                          | 28                          | 33                          | —                           | 1                           | Ballbreaker                    |
| 1996 | "Hail Caesar"                                   | —                           | —                           | —                           | —                           | —                           | —                           | —                           | —                           | —                           | 56                          | —                           | —                           | Ballbreaker                    |
| 1996 | "Cover You in Oil"                              | —                           | —                           | 83                          | —                           | —                           | —                           | 36                          | —                           | —                           | 90                          | —                           | 9                           | Ballbreaker                    |
| 1997 | "Dirty Eyes"                                    | —                           | —                           | 71                          | —                           | —                           | —                           | —                           | —                           | —                           | —                           | —                           | 6                           | Volts                          |
| 2000 | "Stiff Upper Lip"                               | —                           | —                           | —                           | —                           | —                           | —                           | —                           | —                           | —                           | 65                          | 115                         | 1                           | Stiff Upper Lip                |
| 2000 | "Safe in New York City"                         | —                           | —                           | —                           | —                           | —                           | —                           | —                           | —                           | —                           | —                           | —                           | 21                          | Stiff Upper Lip                |
| 2001 | "Satellite Blues"                               | 23                          | —                           | —                           | —                           | —                           | —                           | —                           | —                           | —                           | —                           | —                           | 7                           | Stiff Upper Lip                |
| 2008 | "Rock 'N Roll Train"                            | —                           | —                           | 45                          | —                           | —                           | —                           | —                           | —                           | —                           | —                           | —                           | 1                           | Black Ice                      |
| 2008 | "Big Jack"                                      | —                           | —                           | —                           | —                           | —                           | —                           | —                           | —                           | —                           | —                           | —                           | 36                          | Black Ice                      |
| 2014 | "Play Ball"                                     | —                           | —                           | 45                          | —                           | —                           | —                           | —                           | —                           | —                           | —                           | —                           | —                           | Rock or Bust                   |
| 2014 | "Rock or Bust"                                  | —                           | —                           | —                           | —                           | —                           | —                           | —                           | —                           | —                           | —                           | —                           | —                           | Rock or Bust                   |

## Vídeos
| Ano              | Título                      | RIAA        |  |
| ---------------- | --------------------------- | ----------- |  |
| 1980             | AC/DC: Let There Be Rock    |             |  |
| 1985             | Fly on the Wall             |             |  |
| 1986             | Who Made Who                | Ouro        |  |
| 1989             | AC/DC (Aus.)                |             |  |
| 1991             | Clipped                     |             |  |
| 1993             | For Those About to Rock     |             |  |
| 1996             | No Bull                     | Ouro        |  |
| 2001             | Stiff Upper Lip Live        | Ouro        |  |
| 2003             | Live at Donington           | 6× Platina  |  |
| Live '77 (Japão) |                             |             |  |
| 2004             | Toronto Rocks               |             |  |
| 2005             | Family Jewels               | 10× Platina |  |
| 2007             | Plug Me In                  | 5× Platina  |  |
| 2008             | No Bull: The Director's Cut |             |  |
| 2011             | Live at River Plate         |             |  |